# Alexander Schwolow
Alexander Schwolow (Wiesbaden, 2 giugno 1992) è un calciatore tedesco, di ruolo portiere, svincolato.

## Carriera

### Club
Schwolow ha iniziato la sua carriera giovanile in 3. Liga nel SV Wehen Wiesbaden. Ha lasciato il club nel 2008 per la squadra U17 del SC Freiburg da dove è progredito alla squadra U19.

#### Friburgo
Nel 2010, è stato promosso nella squadra riserve del SC Freiburg. È riuscito a giocare 51 volte per la squadra nella Regionalliga Südwest, subendo 77 gol, mantenendo 12 la rete inviolata.
Il 1º gennaio 2012 Schwolow è stato chiamato a far parte della prima squadra del SC Freiburg. Ha fatto la sua prima apparizione il 10 maggio 2014 in una sconfitta 3-2 contro l'Hannover 96.
Il 1º luglio 2014 Schwolow ha accettato il prestito di due anni all'Arminia Bielefeld, che prova a guadagnare la promozione dopo la loro retrocessione dalla 2. Bundesliga. Ha fatto il suo debutto il 26 luglio 2014 nella vittoria per 1-2 contro il Magonza II. Schwolow ha fatto la sua prima apparizione in un match non di campionato nella vittoria 4-1 contro il Sandhausen, in una partita valevole per la DFB-Pokal il 17 agosto del 2014.
Il 1º luglio 2015 il Freiburg ha scelto di trattenere Schwolow dopo una stagione in prestito all'Arminia Bielefeld, a causa della loro mancanza di portieri, dovuta alla cessione di Roman Bürki al Borussia Dortmund.

#### Hertha Berlino e prestito allo Schalke 04
Nella sessione estiva del calciomercato 2020 passa a titolo definitivo all'Hertha Berlino. Fa il suo esordio con la maglia biancazzurra il 19 settembre nella vittoria esterna contro il Werder Brema per 1-4.
Il 15 luglio 2022 viene ceduto in prestito allo Schalke 04.
A fine prestito fa ritorno all'Hertha, con cui rescinde il proprio contratto il 26 luglio 2023.

#### Union Berlino
Contestualmente si accasa ai rivali cittadini dell'Union Berlino.

### Nazionale
Schwolow ha rappresentato il suo paese a livelli giovanili, fino all'Under 20.

## Palmarès

### Club

#### Competizioni nazionali
- 3. Liga: 1

Arminia Bielefeld: 2014-2015
- Campionato tedesco di seconda divisione: 1

Friburgo: 2015-2016